# Juneteenth
A juneteenth a rabszolgaság eltörlésének emléknapja az Amerikai Egyesült Államokban. Maga a juneteenth szó az angol June ('június') és nineteenth ('tizenkilencedik') szavak összevonásából keletkezett, tükrözve azt, hogy az ünnep dátuma június 19. A dátum annak az évfordulója, hogy 1865. június 19-én Gordon Granger vezérőrnagy északi csapatai bevonultak a texasi Galvestonba, és a tábornok kihirdette a rabszolgaság eltörlését. Ezzel a polgárháború után újraegyesült ország utolsó rabszolgatartó államában is szabaddá váltak a feketék. 2021 júniusa óta szövetségi ünnep.

## Történelmi háttér

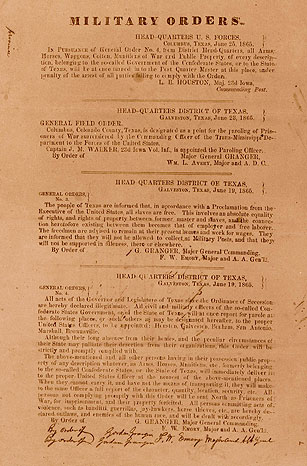
Gordon Granger vezérőrnagy napiparancsai. A rabszolgaság végét bejelentő szöveg a harmadik szakaszban látható

Az Egyesült Államokban az 1860-as évekre komoly feszültség alakult ki a rabszolgatartó déli államok és a rabszolgatartást tiltó északi államok között. 1860-1861 telén kivált az Unióból hét déli állam, és együtt megalakították az az Amerikai Államok Konföderációját. 1861 áprilisában háború tört ki a Konföderáció és az Unió között. Ez a polgárháború 1865 áprilisában az északiak győzelmével végződött.
Még a polgárháború folyamán Lincoln elnök proklamációt adott ki, amelyben 1863. január 1-jei hatállyal szabadnak nyilvánította az összes rabszolgát. 1865-ben elfogadták a 13. alkotmánymódosítást is, amely az alaptörvényben is rögzítette a rabszolgaság tilalmát. Noha a rabszolgaság így de jure illegálissá vált, a rendelkezésnek csak az uniós csapatok által ellenőrzött területeken lehetett de facto érvényt szerezni. Texas, amely a Konföderációnak a harcok helyszínétől legmesszebb eső részében volt, a déliek 1865 áprilisi kapitulációja után még hónapokig nem került tényleges északi katonai ellenőrzés alá, és így itt a rabszolgaság egészen az uniós csapatok júniusi bevonulásáig eltartott.

## A 3. számú napiparancs
A Texast megszálló Gordon Granger vezérőrnagy 1865. június 19-én hirdette ki híressé vált 3. számú napiparancsát, amely a következő szavakkal kezdődött:
Texas polgárait tájékoztatom, hogy az Egyesült Államok vezetőjének proklamációja értelmében valamennyi rabszolga szabad. Ez teljes polgári és tulajdonjogi egyenlőséget jelent a korábbi gazdák és szolgák között, akik ezentúl munkáltatói illetve szabad munkavállalói viszonyban állnak egymással.